# لوران اغوازی
لوران اغوازی (انگلیسی: Laurent Agouazi؛ زادهٔ ۱۶ مارس ۱۹۸۴) بازیکن فوتبال اهل فرانسه است.
از باشگاه‌هایی که در آن بازی کرده‌است می‌توان به باشگاه فوتبال کان، باشگاه فوتبال متس، و باشگاه فوتبال آترومیتوس اشاره کرد.
وی همچنین در تیم ملی فوتبال الجزایر بازی کرده‌است.